# 薩頓斯灣鎮區 (密歇根州)
薩頓斯灣鎮區（英語：Suttons Bay Township）是一個位於美國密歇根州拉皮爾縣的行政鎮區。根據2010年美國人口普查，該地共人口2982人，而該地的面積約為41.90平方千米。同時該地也是拉皮爾縣的縣治。

## 地理
薩頓斯灣鎮區的座標為44°59′35″N 85°38′11″W / 44.99306°N 85.63639°W，而該地的平均海拔高度為183米（即600英尺）。